# Dzmitryj Verchaŭtsoŭ
Dzmitryj Mikalajevitj Verchaŭtsoŭ (belarusiska: Дзмі́трый Мікала́евіч Верхаўцо́ў; ryska: Дми́трий Никола́евич Верховцо́в, Dmitrij Nikolajevitj Verchovtsov), född 10 oktober 1986 i Mogilev, Vitryska SSR, Sovjetunionen (nuvarande Mahiljoŭ, Vitryssland), är en vitrysk fotbollsspelare (försvarare) som spelar i Krylja Sovetov Samara.